# Lou Caputo
Louis „Lou“ Caputo (* 1947 oder 1948 in Williamsburg, Brooklyn; † 29. August 2022) war ein US-amerikanischer Jazzmusiker (Alt-, Tenor- und Baritonsaxophon, Klarinette, Flöte).

## Leben und Wirken
Caputo arbeitete ab den 1970er-Jahren als professioneller Musiker in der amerikanischen Musikbranche, vorwiegend in den Begleitbands von Stars wie Lou Rawls, Frankie Valli, Shirley Bassey, Bobby Short, Frankie Avalon, Jack Jones, The Four Tops und The Temptations. Als Sessionmusiker ist er auf Harry Connick Jr.s Album Your Songs (2009) zu hören. Im Laufe seiner Karriere spielte er außerdem mit Jazzmusikern und Sängern wie Richard Williams, Duke Jordan, Jaki Byard, Walter Perkins, Mousey Alexander (in dessen kurzlebiger Bigband), Joe Carroll und Dakota Staton.
Erste Aufnahmen im Jazz entstanden 1990, als er im  Ray Rivera Septet (Night Wind, u. a. mit Jack Jeffers und Billy Taylor) spielte. Ab Ende des Jahrzehnts gehörte er der Big Band des Sängers Lew Picardi (Live at T.J. Bentley's), Carol Sudhalters Astoria Jazz Band und Art Lillards Heavenly Big Band an. Des Weiteren wirkte er bei Ronny Whytes Alben Whyte On Whyte (2008), Nevertheless... (The Kalmar and Ruby Songbook Featuring Warren Vaché), (2012) und Shades of Whyte (2017) mit.
Seit den frühen 2000er-Jahren nahm Caputo drei Alben mit seiner eigenen, im Bläsersatz eigentlich mittelformatigen „Big Band“ auf (Not So Big Band), die häufig im Raum New York auftrat, etwa in der Zinc Bar. Darin spielten Musiker wie Bill Mobley, John Eckert,  Howard Johnson, Gary Valente, Deborah Weisz, Jack Jeffers, Frank Vicari, Virginia Mayhew, Joel Perry, Roberta Piket, Ed Cherry, Bill Crow, Rudy Petschauer, Bobby Sanabria und Candido Camero. Er beauftragte Arrangeure wie Howard Williams, um Arrangements für die Band zu schreiben, und er spielte Lead-Altsaxophon und alle Alt-Soli. Ferner leitete er ein eigenes Quartett und spielte bei Howard Johnsons Bear Tones, einem Quintett mit fünf Baritonsaxophonisten. Er wird als Altsaxophonist der Charlie Parker/Phil-Woods-Schule gewürdigt. Im Bereich des Jazz war er laut Tom Lord zwischen 1990 und 2016 an elf Aufnahmesessions beteiligt.
Caputo starb Ende August 2022 im Alter von 74 Jahren.
Nach Ansicht von Jack Bowers, der das Caputo-Not-So-Big-Band-Album Uh Oh! in All About Jazz rezensierte, sind die bekanntesten Themen auf dem Programmzettel Wayne Shorters „Black Nile“, Oliver Nelsons „Stolen Moments“, Tadd Damerons „If You Could See Me Now“ und Dexter Gordons „Fried Bananas“ (alias „How About You“). Caputo sei, wie zu erwarten, durchgehend auf Bariton-, Sopran-, Altsaxophon und Flöte zu hören, und seine Soli seien immer hörenswert. Dies sei ein mutiges Not So Big-Ensemble, das geradlinigen Jazz spiele, der [auch] swinge.

## Diskographische Hinweise
- Urban Still Life (Jazz Cat, 2003)
- Lou Caputo / Chris White: Interface (Jazz Cat, 2012), mit Warren Smith, Payton Crossley, Leopoldo Fleming
- Uh Oh! (Jazzcat, 2015)
- Not So Big Band (CD Baby)